# Монстр Шпігельмана
Монстр Шпігельмана — ім'я, дане одній молекулі РНК, що складається з 218 нуклеотидів, здатної дуже швидко реплікуватися за допомогою  РНК-реплікази. Цю РНК-молекулу названо на честь її творця —  Сола Шпігельмана, професора Іллінойського університету (США).

## Опис
Шпігельман проводив досліди з бактеріофагом Qβ. Вилучена РНК разом з РНК-репліказою було поміщено у суміш вільних нуклеотидів. У такому оточенні РНК початку реплікуватися. Через деякий час РНК була залучена і поміщена в нову свіжу суміш. Цей процес повторювався багато разів. Все більше короткі ланцюжки РНК були здатні реплікуватися і робили це все швидше. Після 74 поколінь оригінальна РНК вірусу довжиною 4500 нуклеотидних основ була зменшена до 218. Ця коротка РНК була здатна реплікуватися дуже швидко в такому штучному оточенні.
У 1997 році Манфред Ейген і Еленшлегер (Oehlenschlager) показали, що монстр Шпігельмана врешті-решт став ще коротшим — до 48 або 54 нуклеотидів, які вдають із себе стартові послідовності для РНК-полімерази.
Манфред Сампер (Manfred Sumper) і Рудігер Льюс (Rudiger Luce) в лабораторії Ейгена продемонстрували, що в суміші, яка взагалі не містить РНК, а містить тільки нуклеотиди і Qβ-репліказу, може при певних умовах спонтанно виникнути самореплікуюча РНК, яка еволюціонує в щось подібне до Монстра Шпігельмана.

#### Ресурси Інтернету
- Вначале была РНК? В поисках молекулы первожизни | Журнал «Наука и жизнь» № 2, 2004 год [Архівовано 10 лютого 2007 у Wayback Machine.]
- Тепловой поток через открытую пору способствует непрерывной репликации нуклеиновых кислот и отбору более длинных цепочек [Архівовано 4 березня 2016 у Wayback Machine.]